# Lake Wilson (Hawaii)
Der Lake Wilson (auch Wahiawa Reservoir) ist der größte Stausee im US-Bundesstaat Hawaii. Er hat eine Fläche von 131 ha und mit einer Tiefe von 26 m eine Kapazität von 10 Milliarden Litern. Er liegt nahe Wahiawa im Zentrum der Insel Oʻahu.

## Geschichte
Zur Bewässerung ihrer Plantagen errichtete die Waialua Sugar Company den Wahiawa Dam in einer Bauzeit von zwei Jahren. Er wurde am 23. Januar 1906 eröffnet. Die Staumauer hat eine Länge von 140,5 m und eine Höhe von 41,5 m. An der Basis ist sie 177 m dick. Zum Bau wurde eigens eine 9,66 km lange Eisenbahnstrecke angelegt, um die großen Steine heranzuschaffen. Der Stausee wird durch einen 6,4 km langen Hauptkanal und Nebenkanäle mit einer Gesamtlänge von 12,8 km vom Kaukonahua Stream gespeist. Chefingenieur des Kanalsystems war Albert A. Wilson, nach dem der See benannt wurde. Die Baukosten für den Staudamm und das Kanalsystem beliefen sich auf 380.000 US-Dollar. Seit 1957 wird der See durch einen Kooperationsvertrag vom staatlichen Department of Land and Natural Resources als öffentliches Fischereigebiet verwaltet. 1968 wurden vom Staat eine 4 m breite Rampe aus Beton zum Herablassen von Booten und ein öffentlicher Parkplatz gebaut. Mitte 2022 erwarb Hawaii den See von der Dole Food Company und stellte 26 Millionen US-Dollar für die Reparatur des Staudamms bereit. Anschließend soll der Wasserstand des Sees erhöht werden, was auch dessen Freizeitwert für die Bewohner steigern kann.

## Fischarten
Der Lake Wilson ist der einzige Süßwassersee auf Oʻahu, in dem das Fischen erlaubt ist. Es wurden 17 verschiedene Fischarten ausgesetzt, von denen der Peacock-Barsch die beliebteste ist. Er wurde bereits 1957 eingeführt und kommt in den USA nur in Hawaii und Florida vor. Der einzige einheimische Süßwasserfisch ist der O’opu (Stenogobius hawaiiensis). Weitere Arten sind der Forellenbarsch, Schwarzbarsch, Blauer Sonnenbarsch, Schlangenkopffisch, Pfauenaugenbuntbarsch, Tilapia, Karpfen und der Channel Catfisch (Ictalurus punctatus). Zusätzlich werden immer wieder nicht mehr gewollte Aquariumfische im See ausgesetzt.

## Pflanzenarten
Als invasive Pflanzen haben sich Wasserhyazinthen, Wassersalat und Schwimmfarne auf dem See verbreitet, die die Sauerstoffaufnahme an der Oberfläche behindern, das Sonnenlicht für die Photosynthese des Phytoplanktons blockieren und Brutplätze für Moskitos bilden.
Koordinaten: 21° 30′ 2″ N, 158° 3′ 37,6″ W